# Кейси (антарктическая станция)
«Кейси» (англ. Casey) — действующая круглогодичная научно-исследовательская антарктическая станция Австралии, созданная в 1964 году. Расположена в заливе Винсенес (вместе с двумя другими австралийскими станциями) на Земле Уилкса.
Станция управляется Австралийской антарктической службой (англ. Australian Antarctic Division (AAD)).

## История
В январе 1959 года Австралия приняла управление над станцией Уилкса. Через некоторое время стало очевидно, что здание будет уничтожено из-за движения снега. В марте 1964 года было принято решение о построении новой станции в двух километрах к югу от станции Уилкса. Работа была закончена в феврале 1969 года, а новую станцию назвали «Кейси».
В то время это была новейшая конструкция: жилые и спальные отделы, здания для работы, выстроились в прямую линию и связаны между собой тоннелем из гофрированного железа. Все здания стояли на специальных трубах и не задерживали сильные ветры.
Со временем морские ветры привели к коррозии тоннеля, которая повлекла большие потери тепла. Это к середине 1970-х годов сильно увеличило стоимость содержания станции, ввиду чего на 1980-е годы была запланирована реконструкция зданий. Новая станция была построена из стали и бетона, а внешняя оболочка сделана из 100 мм пенополистирольных плит. Работа была закончена в декабре 1988 года, когда были открыты 16 новых зданий.
Одна из причин сохранения базы Кейси является изучение Law Dome — миниатюрной версии всей антарктической ледниковой шапки.

## Климат
| Показатель                                        | Янв.              | Фев. | Март  | Апр.  | Май   | Июнь  | Июль  | Авг.  | Сен.  | Окт.  | Нояб. | Дек. | Год   |
| ------------------------------------------------- | ----------------- | ---- | ----- | ----- | ----- | ----- | ----- | ----- | ----- | ----- | ----- | ---- | ----- |
| Абсолютный максимум, °C                           | 9,2               | 6,6  | 3,6   | 3,0   | 4,5   | 4,2   | 2,4   | 5,0   | 3,9   | 1,1   | 4,9   | 8,0  | 9,2   |
| Средний максимум, °C                              | 2,2               | −0,1 | −4,1  | −7,5  | −11,1 | −10,4 | −10,2 | −10,2 | −9,7  | −8    | −2,5  | 1,4  | −5,9  |
| Средняя температура, °C                           | −1,8              | −5,3 | −10,1 | −13,7 | −15,4 | −15,3 | −16,5 | −16,9 | −16,5 | −13,5 | −7,2  | −2,6 | −11,2 |
| Средний минимум, °C                               | −2,6              | −5   | −9,8  | −14,6 | −18,5 | −18,3 | −18,4 | −18   | −17,1 | −15,1 | −9    | −3,7 | −12,5 |
| Абсолютный минимум, °C                            | −10,3             | −18  | −22,3 | −31,3 | −34,4 | −34,1 | −33,3 | −37,5 | −31,2 | −31,2 | −23,4 | −13  | −37,5 |
| Норма осадков, мм                                 | {{{Янв_ср_осад}}} | 15,2 | 18,0  | 20,6  | 25,6  | 27,5  | 28,5  | 21,0  | 17,3  | 16,5  | 12,7  | 12,9 | 222,5 |
| Источник: Antarctic temperature data, Weatherbase |                   |      |       |       |       |       |       |       |       |       |       |      |       |